# 上野優花
上野優花（1988年8月9日—）是日本女性自由播報員。出身於北海道札幌市（部分報導為東京都），經紀公司是cent. Force。

## 經歷
上野在就讀早稻田大學教育學部英語英文學科時就以大學生身分活躍於主持節目上，像是日經廣播電台和SKY PerfecTV!的節目等。
2012年春天從大學畢業後，獲得從事自由主播的機會，正式開始進行活動，成為cent. Force分公司「SPROUT」旗下的藝人。
從2012年4月2日開始在日本電視台晨間新聞情報節目《ZIP!》擔任第二代天氣主播。
Oricon在2012年6月發表的調查當中，她入選「第8屆喜歡的天氣主播排行榜」第十名。
為了《ZIP!》的演出工作，每天晚上8點就寢，隔日凌晨2點起床開始一天的生活。另外，關於為何立志想當主播，上野稱是因為大學合作社店員的建議。。

## 演出節目
- ZIP!（2012年4月2日－，日本電視台）
- 嵐的大挑戰 （2012年12月8日，日本電視台系）

過去
- （NIKKEI廣播）[3]
- （SKY PerfecTV!）[3]
- （BS JAPAN）

## 外部連結
- 個人介紹（页面存档备份，存于）（日語）
- 官方部落格（页面存档备份，存于）（日語）